# Shirhatti
Shirhatti is een panchayatdorp in het district Gadag van de Indiase staat Karnataka. 

## Demografie
Volgens de Indiase volkstelling van 2001 wonen er 16.208 mensen in Shirhatti, waarvan 51% mannelijk en 49% vrouwelijk is. De plaats heeft een alfabetiseringsgraad van 60%. 